# 虹港路站
虹港路站位于辽宁省大连市甘井子区，是大连地铁2号线的一个车站，于2015年5月22日随二号线首通段开通运营启用。

## 位置
本站位于甘井子区圣林街与南林路交汇口北侧，虹港路南侧，虽名为“虹港路站”，但在地理位置上更靠近圣林街及南林路。

## 结构
虹港路站为岛式站台地下站。
| B1 | 站厅层                                     | 站厅、自动售票机                    |
| B2 | 轨道                                       | ← █ 2号线列车往机场（大连北站方向） |
| B2 | 岛式站台，列车运行方向左侧的车门将会被打开 |                                     |
| B2 | 轨道                                       | █ 2号线列车往虹锦路（海之韵方向）→  |

## 出入口
虹港路站共设有2个出入口，A出入口位于圣林街东侧，C出入口位于南林路西北侧，无障碍电梯设置于A出入口。
| 出口编号 | 出口指示 | 建议前往的目的地                           |
| -------- | -------- | ------------------------------------------ |
| 出口 · A |          | 圣林街、城市印象小区、郭家街小学、圣林北园 |
| 出口 · C |          | 南林路、裕华佳苑、鑫境界小区、祥和新家园   |

## 公交换乘
- - 9、46、51、542、543、701、710、905、908路公交车。
- - 9、51、543、710、905、908路公交车。